# Museo Miguel N. Lira
El Museo Miguel N. Lira es un museo biográfico ubicado en la ciudad de Tlaxcala, dedicado a la vida y obra del escritor, poeta, periodista y dramaturgo tlaxcalteca Miguel N. Lira quien destacó en la vida cultural de la nación, en la primera mitad del siglo XX. El museo se encuentra ubicado en una antigua casona en donde se ubicaron anteriormente los talleres gráficos del Gobierno del Estado de Tlaxcala. El museo fue reinaugurado en 2015, organizando de nueva forma y con mayor acervo todas las salas en las que se exhiben objetos personales, fotografías, textos originales y hasta muñecas creadas por el autor.